# 十一進法
十一進法（じゅういちしんほう、undecimal）は、11 を底（てい）とし、底およびその冪を基準にして数を表す方法である。

## 記数法
十一進記数法は、十一を底とする位取り記数法である。十一進法の位取りでは、通常では 0, 1, 2, 3, 4, 5, 6, 7, 8, 9, A の計十一個の数字を用い、十までを A までに充てて、十一を 10 、十二を 11 と表記する。
数字の意味する数は、左に一桁ずれると 11倍になり、右に一桁ずれると 1/11 になる。例えば、(17)11 という表記において、左の「1」は十一を表し、右の「7」は七を表し、合わせて「十八」を意味する。桁の表示は、整数第二位は「十一の位」、整数第三位は「百二十一の位」となる。
- ISBN